# 조지프 헨리

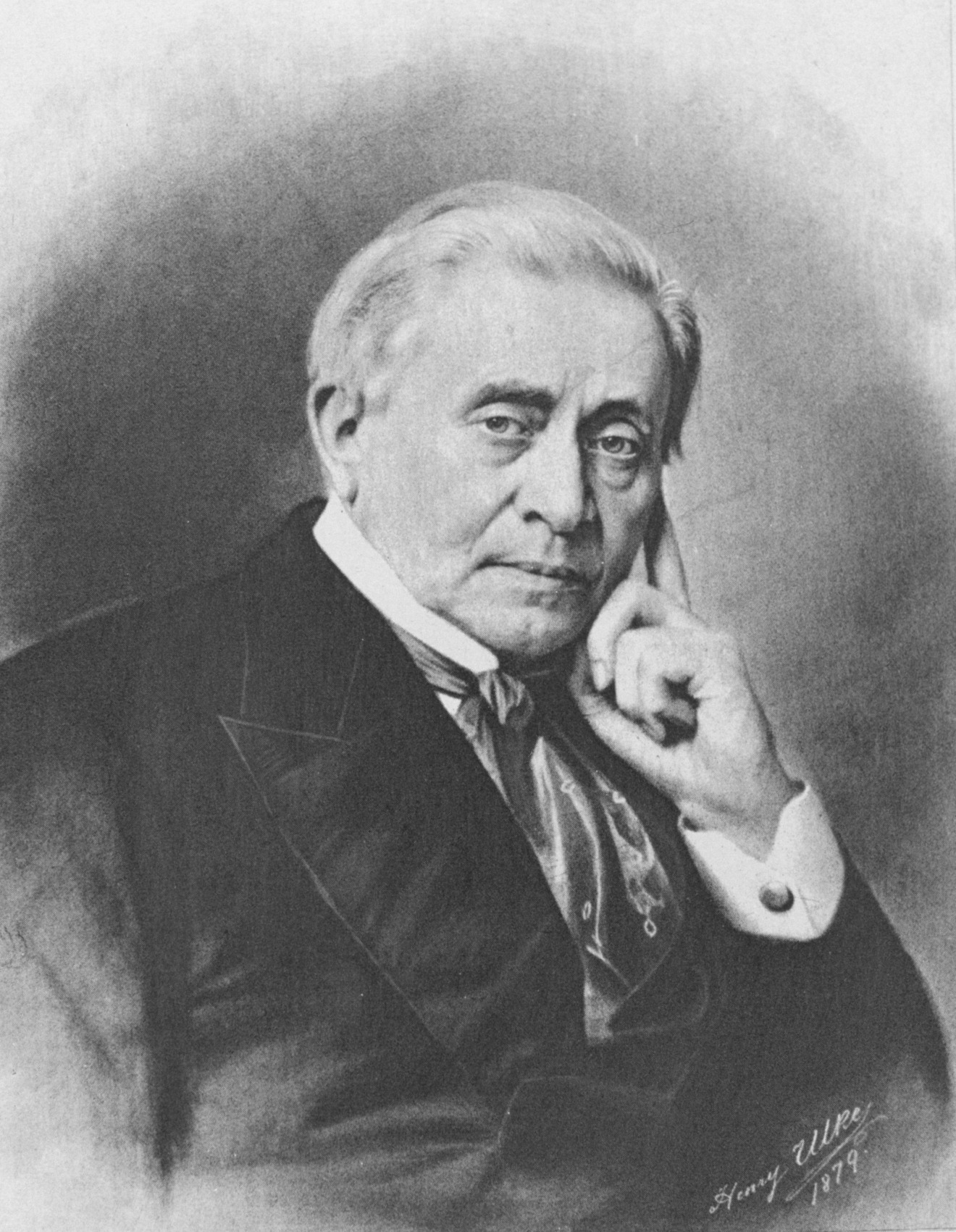

조지프 헨리(영어: Joseph Henry, 1797년 12월 17일 ~ 1878년 5월 13일)는 스미스소니언 협회의 첫번째 총무였던 미국의 물리학자이다. 원래 시계 기술자였으나, 후에 물리학을 연구하였다. 1830년에 패러데이와는 다르게 전자기 유도와 전류의 자기 유도 현상을 발견하여 전자기학을 발전시키는 데 크게 이바지하였다. 유도 계수의 단위인 헨리는 그의 이름을 딴 것이다. 모스보다 앞서 전신의 기초적 개념을 고안하고 장치 실용화에 필요한 필수적 구조를 전부 설계한 인물이기도 하다.

## 같이 보기
- 전자기학
- 헨리 (단위)
- 발명사 연표
- 미국철학학회

## 참고 자료
- 이 문서에는 다음커뮤니케이션(현 카카오)에서 GFDL 또는 CC-SA 라이선스로 배포한 글로벌 세계대백과사전의 내용을 기초로 작성된 글이 포함되어 있습니다.